# Хаск, Торри
Торри Хаск (англ. Torri Huske; род. 7 декабря 2002, Арлингтон, Виргиния) ― американская пловчиха. Трёхкратная олимпийская чемпионка и трёхкратный серебряный призёр Игр 2020 и 2024, четырёхкратная чемпионка мира.

## Биография
Родилась 7 декабря 2002 года в Арлингтоне, штат Вирджиния. Её мать эмигрировала из Китая в Соединённые Штаты в 1991 году. Её отец — Джим Хаске. Мать водила Торри плавать, когда она была маленькой девочкой. В семь лет Торри уже плавала быстрее своей матери. Она привлекла внимание Эвана Стайлза, профессионального тренера Арлингтонского водного клуба, своей скоростью и тем, что она носила гидрокостюм, так как не могла выдержать холодную воду.
Плавание не было любимым видом спорта Хаск, но она пришла к выводу, что её результаты улучшаются по мере того, как она уделяет тренировкам больше времени. Стайлз сказал, что она была одним из самых трудолюбивых учеников, который не уклонялся от тяжёлых тренировок.
Училась и занималась плаванием в средней школе Йорктаун в округе Арлингтон.
После окончания школы она решила учиться в Стэнфордском университете.

## Карьера
Сделала успешную карьеру в подростковом возрасте, выиграв пять золотых и одну серебряную медаль на чемпионате мира среди юниоров 2019 года в Будапеште. В 2019 году она заняла четвёртое место в Америке.

### Летние Олимпийские игры 2020 года
На отборочных соревнованиях олимпийской сборной США 2021 года в Омахе, штат Небраска, установила новый американский рекорд времени 55,78 в полуфинале на дистанции 100 метров баттерфляем. На следующий день, 14 июня, снова установил новый американский рекорд — 55,66 в финале на дистанции 100 метров баттерфляем, и результат стал третьим за всю историю. Хаск получила право на место в олимпийской сборной США 2020 года.
Соревнуясь в финале стометровки баттерфляем в третий день летних Олимпийских игр 2020 года в Токио, Япония, Хаск финишировала четвёртой, отстав на одну сотую секунды от бронзового призёра Эммы Маккеон из Австралии. На девятый, заключительный день соревнований по плаванию, участвовала в финале эстафеты 4×100 м комбинированным плаванием с товарищами по команде Риган Смит, Лидией Джейкоби и Эбби Вайтцейл. Команда США финишировала второй со временем 3:51,73, всего на 0,13 секунды отстав от команды Австралии. Хаск завоевала серебряную медаль.